# San Francisco Ixhuatán (kommun)
San Francisco Ixhuatán är en kommun i Mexiko.   Den ligger i delstaten Oaxaca, i den sydöstra delen av landet, 600 km sydost om huvudstaden Mexico City. Antalet invånare är 8 980. Arean är 407 kvadratkilometer.
Terrängen i San Francisco Ixhuatán är platt åt sydväst, men åt nordost är den kuperad.
Följande samhällen finns i San Francisco Ixhuatán:
- San Francisco Ixhuatán
- 20 de Noviembre
- Santa Rita
- Las Palmas
- Cerro Chico
- Río Viejo
- Colonia Villanueva
- El Vergel del Maíz
- Colonia Primero de Mayo
- Lázaro Cárdenas